# (82155) 2001 FZ173
(82155) 2001 FZ173 ist ein großes transneptunisches Objekt, das bahndynamisch als Scattered Disk Object (SDO) eingestuft wird. Aufgrund seiner Größe gehört der Asteroid möglicherweise zu den Zwergplanetenkandidaten.

## Entdeckung
2001 FZ173 wurde am 24. März 2001 von M. T. Read und Arianna E. Gleason im Rahmen des Spacewatch-Projekts mit dem 0,9–m–Teleskop am Steward-Observatorium des Kitt-Peak-Observatoriums (Arizona) entdeckt. Die Entdeckung wurde am 14. April 2001 bekanntgegeben, der Planetoid erhielt am 4. Mai 2004 von der IAU die Kleinplaneten-Nummer 82155.
Nach seiner Entdeckung ließ sich 2001 FZ173 auf Fotos, die im Rahmen des Sloan-Digital-Sky-Survey-Programmes (SDSS) am Apache-Point-Observatorium (New Mexico) gemacht wurden, bis zum 5. Mai 2000 zurückgehend identifizieren und so seinen Beobachtungszeitraum um etwa ein Jahr verlängern, um so seine Umlaufbahn genauer zu berechnen. Seither wurde der Planetoid durch verschiedene erdbasierte Teleskope beobachtet. Im April 2017 lagen insgesamt 46 Beobachtungen über einen Zeitraum von 16 Jahren vor. Die bisher letzte Beobachtung wurde im April 2016 am Pan-STARRS-Teleskop (PS1) (Maui) durchgeführt. (Stand 23. März 2019)

## Eigenschaften

### Umlaufbahn
2001 FZ173 umkreist die Sonne in 807,93 Jahren auf einer stark elliptischen Umlaufbahn zwischen 32,43 AE und 141,06 AE Abstand zu deren Zentrum. Die Bahnexzentrizität beträgt 0,626, die Bahn ist 12,72° gegenüber der Ekliptik geneigt. Derzeit ist der Planetoid 33,20 AE von der Sonne entfernt. Das Perihel durchlief er das letzte Mal 2011, der nächste Periheldurchlauf dürfte also im Jahre 2819 erfolgen.
Sowohl Marc Buie (DES) als auch das Minor Planet Center klassifizieren den Planetoiden als SDO; letzteres führt ihn auch allgemein als «Distant Object».

### Größe
Derzeit wird von einem Durchmesser von 330 km ausgegangen, basierend auf einem Rückstrahlvermögen von 4 % und einer absoluten Helligkeit von 6,5 m. Ausgehend von diesem Durchmesser ergibt sich eine Gesamtoberfläche von etwa 342.000 km². Die scheinbare Helligkeit von 2001 FZ173 beträgt 21,47 m.
Da es denkbar ist, dass sich 2001 FZ173 aufgrund seiner Größe im hydrostatischen Gleichgewicht befindet und somit weitgehend rund sein könnte, erfüllt er möglicherweise die Kriterien für eine Einstufung als Zwergplanet. Mike Brown geht davon aus, dass es sich bei 2001 FZ173 um vielleicht einen Zwergplaneten handelt.
2001 FZ173 scheint eine bläuliche (neutrale) Färbung aufzuweisen, weswegen die Albedo als vergleichsweise tief angenommen wird.
| Jahr                                         | Abmessungen km | Quelle              |
| -------------------------------------------- | -------------- | ------------------- |
| 2015                                         | 238,51         | LightCurve DataBase |
| 2018                                         | 267,0          | Johnston            |
| 2018                                         | 330,0          | Brown               |
| Die präziseste Bestimmung ist fett markiert. |                |                     |